# 1777 au Canada
Pour un article plus général, voir Chronologie du Canada.
Cet article traite des événements qui se sont produits durant l'année 1777 au Canada.

## Événements

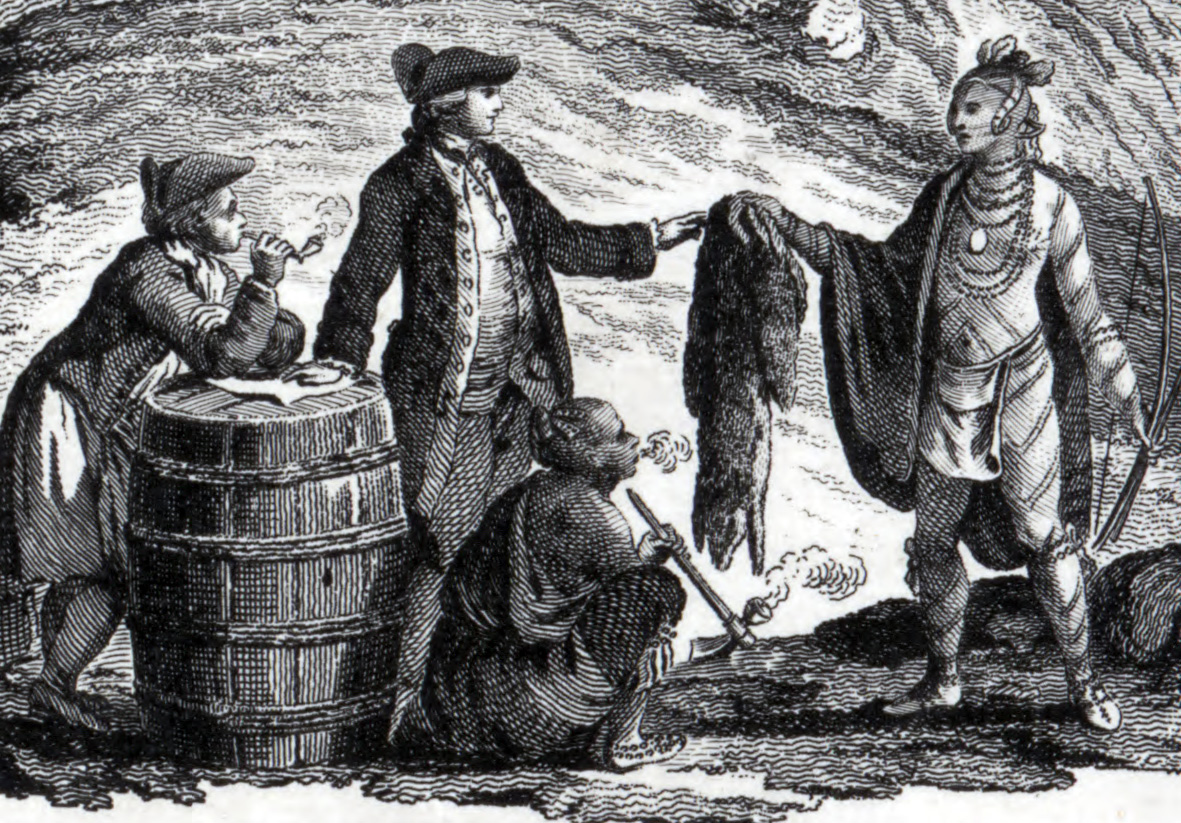
Commerce de fourrure avec des amérindiens en 1777

Reddition du général Burgoyne à la bataille de Saratoga

- 2 juin au 30 juin : une milice américaine dirigée par John Allan entreprend l'Expédition de la rivière Saint-Jean (en). Les britanniques réussissent à les chasser. Les américains ne reviendront plus en force en Nouvelle-Écosse.
- Juin : Guy Carleton donne sa démission comme gouverneur.
- 2 au 6 juillet : siège de Fort Ticonderoga. Les britanniques prennent le fort sans grande bataille.
- Octobre : bataille de Saratoga. Victoire décisive américaine et arrêt de l'offensive britannique pour reprendre les colonies anglaises par le nord.
- Construction de Fort Howe à Saint-Jean (Nouveau-Brunswick) dans le but de protéger la population contre les corsaires américains.
- Frederick Haldimand est nommé gouverneur de la province de Québec.
- Fleury Mesplet imprime un premier almanach canadien français.

## Naissances
- 20 juin : Jean-Jacques Lartigue, religieux.
- 24 juin : John Ross, explorateur de l'Arctique.
- 15 août : John McIntosh, découvreur de la pomme Mcintosh.
- Pierre Parrant, trappeur.

## Décès
- 4 mars : Pierre-Herman Dosquet, ancien évêque de Québec.
- 7 mai : Jean-Baptiste Nicolas Roch de Ramezay, lieutenant du roi en Nouvelle-France.